# Bojadła (gemeente)

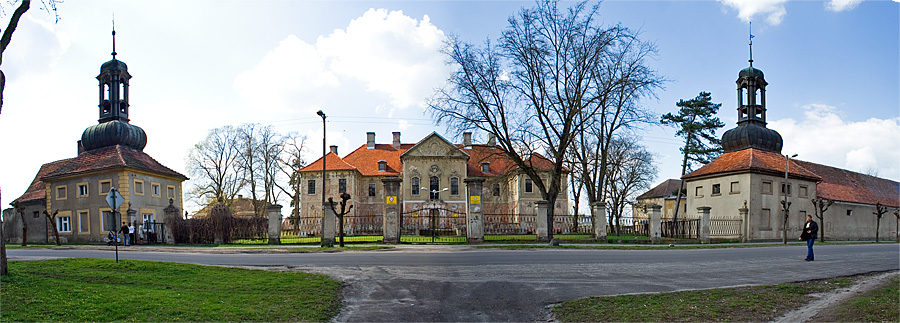

De gemeente Bojadła is een landgemeente in het Poolse woiwodschap Lubusz, in powiat Zielonogórski.
De zetel van de gemeente is in Bojadła.
Op 30 juni 2004 telde de gemeente 3378 inwoners.

## Oppervlakte gegevens
In 2002 bedroeg de totale oppervlakte van gemeente Bojadła 102,55 km², waarvan:
- agrarisch gebied: 42%
- bossen: 47%

De gemeente beslaat 6,53% van de totale oppervlakte van de powiat.

## Demografie
Stand op 30 juni 2004:
| Omschrijving                   | Totaal | Totaal | Vrouwen | Vrouwen | Mannen | Mannen |
| ------------------------------ | ------ | ------ | ------- | ------- | ------ | ------ |
| eenheid                        | aantal | %      | aantal  | %       | aantal | %      |
| inwoners                       | 3378   | 100    | 1697    | 50,2    | 1681   | 49,8   |
| bevolkingsdichtheid (inw./km²) | 32,9   | 32,9   | 16,5    | 16,5    | 16,4   | 16,4   |

In 2002 bedroeg het gemiddelde inkomen per inwoner 1203,6 zł.

## Administratieve plaatsen (sołectwo)
Bełcze, Bojadła, Kartno, Klenica, Młynkowo, Przewóz, Pyrnik, Siadcza, Susłów.

## Overige plaatsen
Karczemka (przysiółek Bojadeł), Kliniczki, Pólko (przysółek Kartna), Sosnówka (przysiółek Bełcz), Wirówek.

## Aangrenzende gemeenten
Kargowa, Kolsko, Nowa Sól, Otyń, Trzebiechów, Zabór
- Virtual International Authority File: 307490637